# Icones Orchidacearum Peruviarum
Icones Orchidacearum Peruviarum (abreviado Icon. Orchid. Peruviarum) es un libro con ilustraciones y descripciones botánicas que fue escrito por el botánico, ingeniero agrónomo y explorador estadounidense, especializado en la familia de las orquídeas, David E. Bennett. Fue publicado en el año 1993.